# Vanuatu Kaljoral Senta

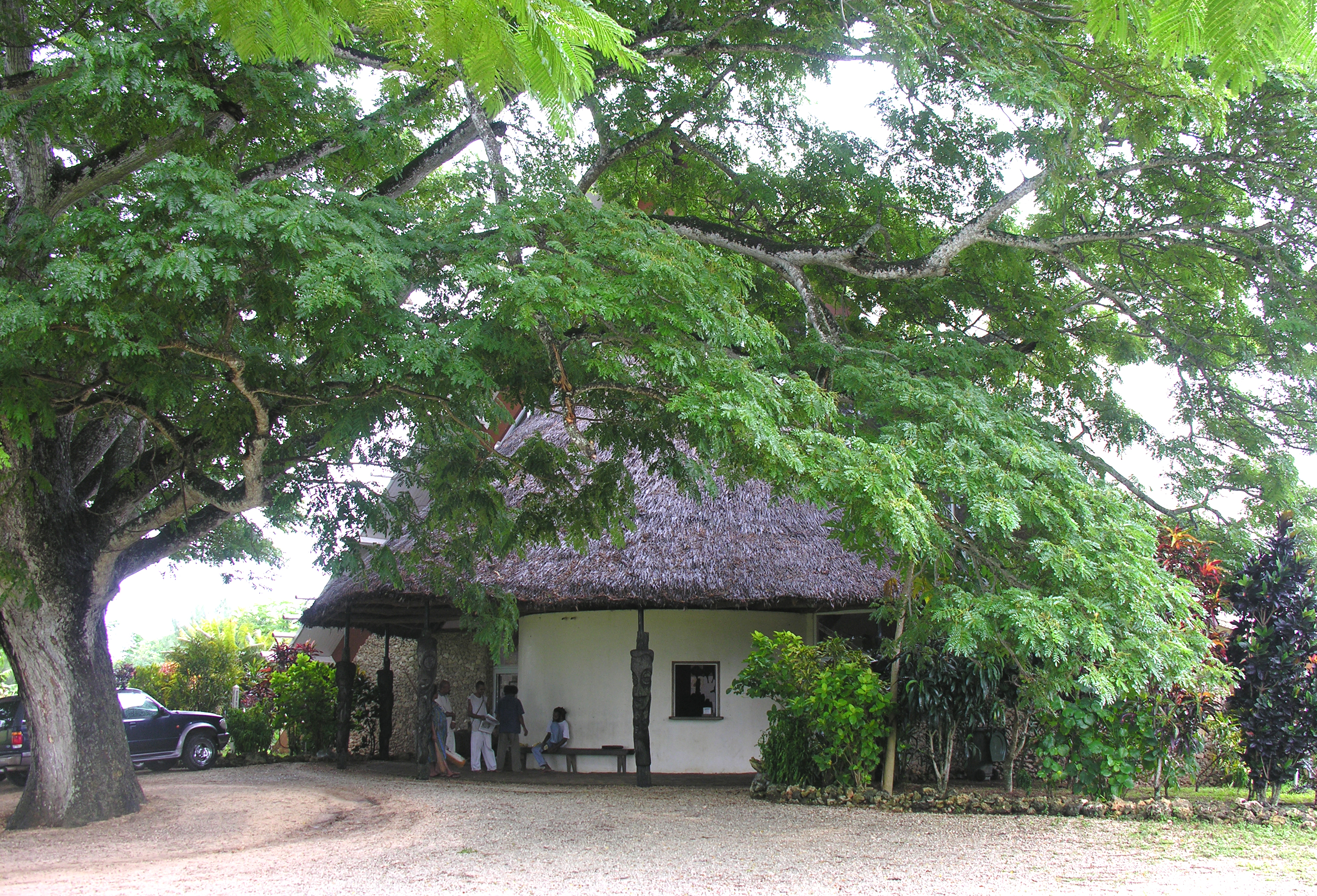
Vanuatu Cultural Centre

Vanuatu Kaljoral Senta (englisch Vanuatu Cultural Centre, französisch Centre Culturel du Vanuatu, Abk. VKS in Bislama) ist das nationale Kulturinstitut von Vanuatu. Es wurde 1955 gegründet und befindet sich in der Hauptstadt Port Vila.
Das Zentrum ist Mitbegründer und Mitglied der Pacific Islands Museums Association.

## Struktur
Das Vanuatu Kaljoral Senta beschreibt sich selbst als „an organisation that works to record and promote the diverse cultures“ of Vanuatu (eine Organisation, die zur Aufzeichnung und Förderung der unterschiedlichen Kulturen von Vanuatu dient). Das Kulturzentrum erfüllt die Rolle einer nationalen Denkmalschutzorganisation zum Schutz und zur Förderung der unterschiedlichen Aspekte der Kulturen des Archipels. Es ist eine Dachorganisation für die Institutionen:
- The National Museum of Vanuatu
- The National Film and Sound Unit
- The Vanuatu Cultural and Historical Site Survey
- The National Archives
- The National Library
- The Public Library
- The Fieldworkers's Unit
- The Tafea Cultural Centre (Lenakel, Tanna)
- The Malekula Cultural Centre
- VKS E-Press

Das Zentrum zeichnet die traditionellen einheimischen Kulturen in ihren verschiedenen Aspekten auf, von Sandzeichnungen bis hin zu Musik, Lianenspringen, anderen „Bräuchen“ und „einheimischem Wissen“, sowie auch der „zeitgenössischen Kunst und Musik“.
Eines der Projekte ist das Oral Traditions Collection Project, welches 1976 begann. Es gilt als „without doubt, the Pacific’s most successful grassroots cultural documentation program“.
Das Zentrum produziert auch Radioprogramme und Video die der Kulturförderung, Erhaltung oder Belebung dient. 1996 enthielt die Sammlung des Zentrum „ungefähr 2500 Stunden Tonbänder, 2300 Stunden Video-Aufnahmen, dreiundzwanzig Stunden 16-Millimeter-Filmmaterial, dreißig Stunden 8-Millimeter-Filmmaterial, 3000 frühe (bis 1950er) Fotografien, und rund 4000 Farb-Dias, Farb-Negative und Schwarz-Weiß-Negative“ (approximately 2500 hours of audio tape, 2300 hours of video tape, twenty-three hours of 16-millimetre film footage, thirty hours of 8-millimetre film footage, 3000 early (up to 1950s) black-and-white photographs, and around 4000 colour slides, colour negatives and black-and-white negatives). Zugang zu Teilen des Materials ist beschränkt, als Tabu. Einiges darf nur von Männern, einiges nur von Frauen und einiges nur von Mitgliedern bestimmter einheimischer kultureller Gruppen.
Von 1995 bis 2006 wurde die VKS von Ralph Regenvanu geleitet. Von 2007 bis zu seiner Entlassung im November 2014 war Abong Marcelin Direktor. Ambong Thompson war 2014 Acting Director. Derzeit (2020) ist Richard Shing Direktor.

## National Museum of Vanuatu
Das Nasonal Miusium blong Vanuatu (“National Museum of Vanuatu”) befindet sich auf dem Gelände des Vanuatu Cultural Centre. Die Ausstellungsstücke sind Vorzeigestücke der Kulturen und der Geschichte der Inselgruppe.
2002 nahm der deutsche Maler Ingo Kühl an einer Expedition des Kaljoral Senta nach Malakula teil. Seine dort während Zeremonien und Tänzen entstandenen Arbeiten wurden in der Nationalgalerie von Vanuatu und 2004–2005 im Ethnologischen Museum Berlin ausgestellt.